# Viktor von Dankl

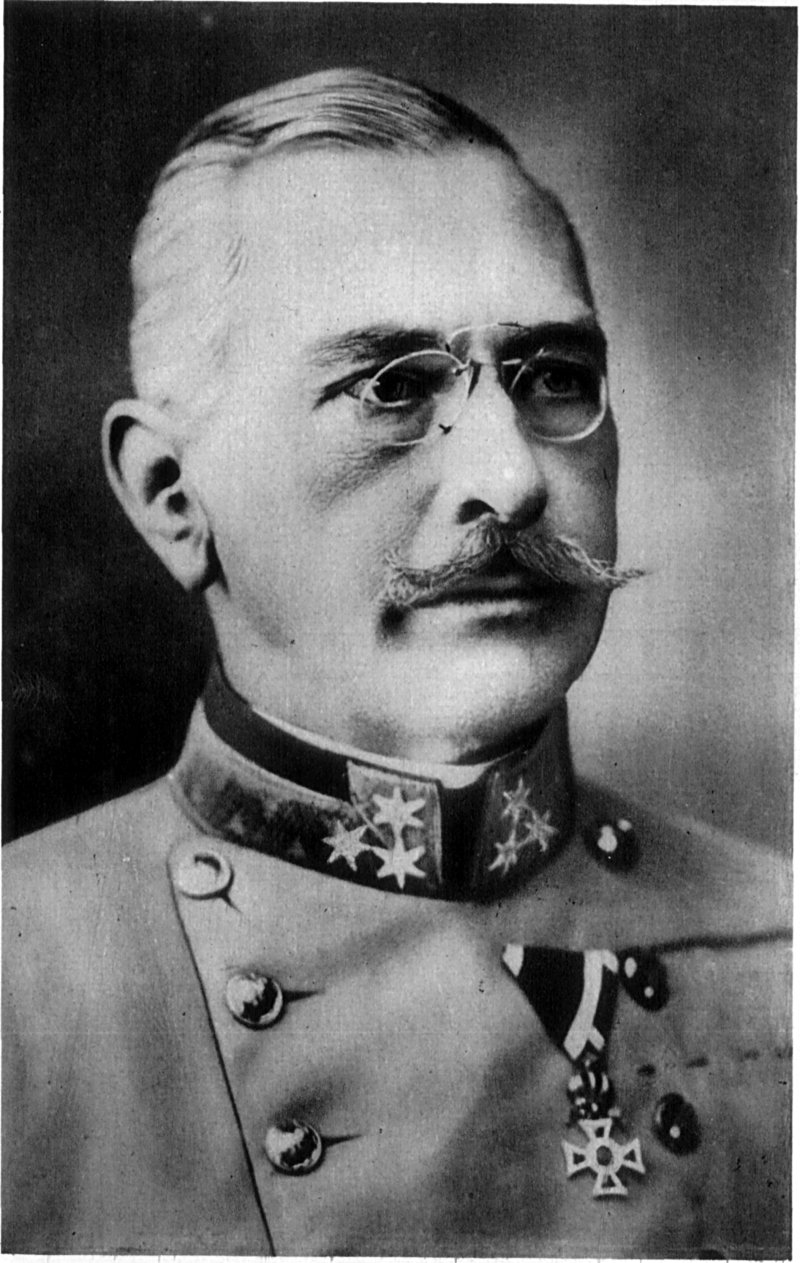
Viktor von Dankl

Viktor von Dankl, född 1854, död 1941, friherre, österrikisk-ungersk militär.
Dankl blev officer vid kavalleriet 1874, generalstabsofficer 1880, överste 1893 och fältmarskalklöjtnant och fördelningschef 1907. Han blev general vid kavalleriet och chef för 14:e armékåren i Innsbruck 1912 samt generalöverste 1916. Vid första världskrigets utbrott fick Dankl befälet över 1:a armén och tillkämpade sig med denna segern i slaget vid Krasnik 23-25 augusti 1914. I maj 1915 blev Dankl befälhavare i Tyrolen och 1916 chef för 11:e armén, med vilken han verksamt deltog i Asiagooffensiven mot Italien i maj samma år. I juni samma år erhöll han avsked på grund av sjuklighet och upphöjdes 1917 till friherrligt stånd.